# Taifa av Córdoba
Taifa av Córdoba var en historisk stat som låg i södra Spanien med centrum i staden Córdoba mellan 1031 och 1091.
Det var en av de moriska stater som bildades när kalifatet Córdoba splittrades och upplöstes 1031. 
Det inkorporerades i Taifa av Sevilla 1091.